# Adoretus epipleuralis
Adoretus epipleuralis är en skalbaggsart som beskrevs av Gilbert John Arrow 1914. Adoretus epipleuralis ingår i släktet Adoretus och familjen Rutelidae. Inga underarter finns listade i Catalogue of Life.